# 巴庫站
巴庫站是一個位於阿塞拜疆首都巴庫的鐵路車站。

## 歷史
此站的首座建築在1880年與巴庫－第比利斯鐵路建成。1926年，第二個車站複合落成以服務電氣化的巴庫－薩分朱鐵路。車站大樓以東方風格設計。1967年興建了巴庫地鐵5月28日站，與車站複合連接。1977年，車站進行了大型翻新，興建了新的現代化車站大樓，與舊車站大樓十分接近。